# 이웅호
이웅호(1968년 6월 25일 ~ )는 대한민국의 개그맨이자 가수이다.

## 생애
1987년 연극배우로 첫 데뷔하였고 이어 같은 해(1987년)에 뮤지컬배우 데뷔하였으며 이듬해 1988년 MBC 문화방송 3기 공채 개그맨으로 정식 데뷔, 2년 후 1990년, KBS 2TV 예능 버라이어티 프로그램에도 첫 출연한 그는 1992년 3월 당시에 김창준, 김은태, 이현주 등과 함께 SBS(서울방송)로 이적했고 1993년에는 틴틴파이브 멤버로 활동하였다.

## 방송
- 코미디 전망대 (SBS)
  - <코미디 모의국회> : 리포터 역
- 웃으며 삽시다 (SBS)
  - <후지산 호랑이> : 개똥이 역
- 코미디쇼 코코아
- 순풍산부인과 (SBS)
- TV는 사랑을 싣고 (KBS)
- 가요사랑콘서트 MC
- TBN 차차차 (TBN 충북교통방송) (평일)

1. ↑  “MB C개 그맨 “설땅잃어 서러워요””. 문화일보. 1992년 5월 10일. 2020년 6월 24일에 확인함.[깨진 링크(과거 내용 찾기)]